# Litoria amboinensis
Litoria amboinensis es una especie de anfibio anuro de la familia Pelodryadidae.

## Distribución geográfica
Se encuentra en las islas Molucas y Nueva Guinea.